# Violencia de estado

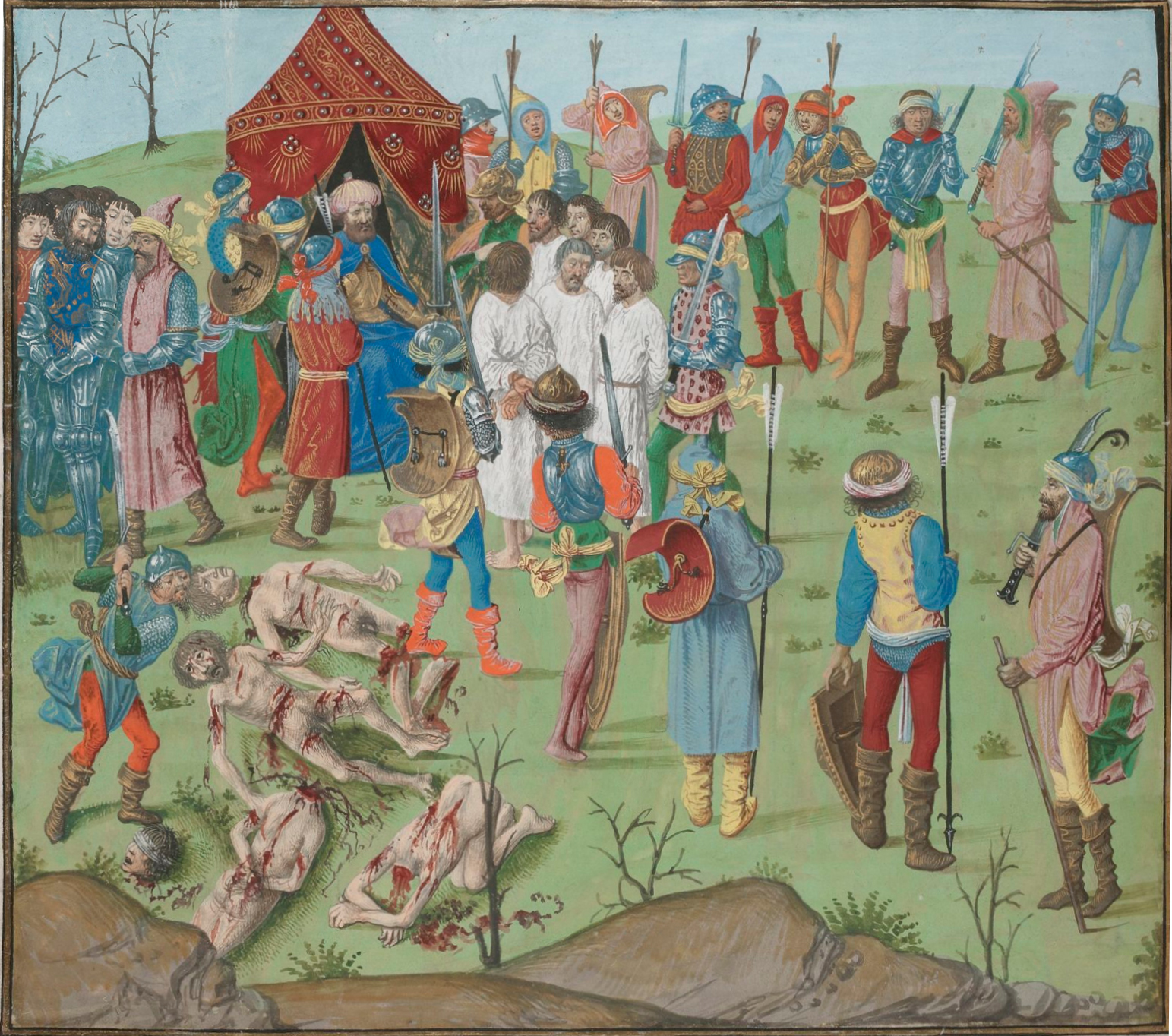
Batalla de Nicópolis: masacre de los cristianos.

La violencia es la utilización de la fuerza en cualquier operación o proceder, que involucre a órganos que conforman al gobierno de la nación. Sin embargo según el diccionario etimológico de latín a español, «estado» también se traduce como república o civitas siendo la definición que nos interesa «civitas» y enuncia: pueblo, nación, país, patria, política, ciudadanía, entre otras.
Por lo que la violencia de estado sería la utilización de la fuerza en cualquier operación o proceder perpetuado por cualquier miembro del estado; siendo éstos funcionarios públicos con el respaldo de las instituciones gubernamentales o por cualquier grupo mayoritario o hegemónico avalado por las instancias civiles o gubernamentales, en contra de un individuo o grupo minoritario.

## Monopolio de la violencia
Max Weber habla del monopolio de la violencia como el ejercicio único o monopolístico de la violencia por parte del Estado. Dicho monopolio ha de producirse a través de un proceso de legitimación, en la que una reivindicación se establece para legitimar el uso de la violencia por parte del Estado.

"En última instancia sólo se puede definir el Estado moderno, sociológicamente, partiendo de su medio específico, propio de él así como de toda federación política: me refiero a la violencia física. “Todo estado se basa en la fuerza”, dijo Trotski en Brest-Litovsk. Así es, en efecto. Si sólo existieran estructuras políticas que no aplicasen la fuerza como medio, entonces habría desaparecido el concepto de “Estado”, dando lugar a lo que solemos llamar “anarquía” en el sentido estricto de la palabra. Por supuesto, la fuerza no es el único medio del Estado ni su único recursos, no cabe duda, pero sí su medio más específico. En nuestra época, precisamente, el Estado tiene una estrecha relación con la violencia. Las diversas instituciones del pasado (...) consideraban la violencia como un medio absolutamente normal. Hoy, en cambio, deberíamos formularlo así: el Estado es aquella comunidad humana que ejerce (con éxito) el monopolio de la violencia física legítima dentro de un determinado territorio
Max Weber. "La política como profesión", pág. 2

La idea de Jean Paul Sartre en cuanto a la violencia descansa en el concepto de escasez, siendo ésta el fundamento mismo de la división y la oposición de los hombres.  Pero para Engels la violencia tiene como fin el beneficio económico.

## Accionar de la violencia de Estado
Existen ejemplos claros como el del Estado nazi en contra de los grupos minoritarios (judíos, gitanos, homosexuales entre otros).
o
Un ejemplo poco claro sería el señalamiento internacional en contra de una nación o grupo cultural que no concuerda con los estándares occidentales y es descalificado, e inclusive se le atribuye un carácter antagónico con tintes negativos (el eje del mal, por decir uno).
La violencia de Estado comparada con la violencia física siempre estará acompañada de un discurso, será siempre violencia legalizada y legitimada por el propio Estado, autodefinido como el referente único. La violencia puede ejercerse directamente o con formas de terrorismo indiscriminado como con deportaciones o exterminios masivos.
Esto no significa que la violencia de estado sólo se da cuando las estructuras del mismo están dispuestas para que esta violencia se ejerza, más bien se da cuando la ley y los órganos de gobierno son utilizados de forma ilegal o meta legal (por encima de la ley) o bien cuando las acciones se filtran entre las inconsistencias jurídicas o en las disertaciones de las mismas. Permitiendo así, al cobijo de la ley o bajo la sombra de los puntos oscuros de la ley perpetrar crímenes o ilegalidades aparentando simples irregularidades administrativas. Un ejemplo de esto es la guerra sucia (de carácter electoral) o la política del miedo.

### La violencia de Estado en la historia
Ejemplos en la historia mundial de violencia de Estado se reflejan en: la expansión nacional de Argentina en los territorios pampeanos y durante la llamada "Conquista de la Patagonia" o Conquista Del Desierto en Argentina con el exterminio masivo de los indios. También en la homogeneización étnica de los Reyes Católicos de Castilla y Aragón con la expulsión de judíos, represión de los gitanos y las prohibiciones de los andaluces de la entonces recién conquistada Granada. Similares connotaciones se han tomado en la Alemania nazi y en el exterminio de los pueblos originarios de la Amazonia, los genoicidios étnicos en Ruanda y Burundi. En todos estos casos, lo étnico es el medio para la reafirmación violenta de los Estados.